# Lotte Reiniger
Pour les articles homonymes, voir Reiniger.
Lotte Reiniger (née Charlotte Reiniger le 2 juin 1899 à Berlin et morte le 19 juin 1981 à Dettenhausen) est une réalisatrice allemande puis britannique de films d'animation.
Elle est une pionnière au milieu des années 1920 des films d'animation de silhouettes en Allemagne, et réalisatrice en 1926 d'un des premiers longs métrages d'animation de l'histoire du cinéma avec « Les Aventures du prince Ahmed ».

## Biographie
Née en 1899 à Berlin, elle est fascinée, enfant, par les arts chinois du découpage du papier de marionnettes à silhouette, construisant même son propre théâtre de marionnettes, vers 6 ans, pour pouvoir monter des spectacles pour sa famille et ses amis. Adolescente, elle se passionne pour le cinéma, d'abord avec les films de Georges Méliès pour leurs effets spéciaux, puis les films de l'acteur et réalisateur Paul Wegener, s'inscrivant dans la veine du Cinéma expressionniste allemand, et en particulier par la première version, en 1915, du film Le Golem. Elle assiste à une conférence de Paul Wegener sur les possibilités de l'animation et finit par convaincre ses parents de lui permettre de s'inscrire dans le groupe d'acteurs auquel cet acteur appartient, la compagnie théâtrale de Max Reinhardt. 
Elle étudie l'art des ombres chinoises à l'Institut de recherches culturelles de Berlin, et s'intéresse aux arts asiatiques, Chine, Indes et Indonésie. Elle travaille sur des créations de Paul Wegener, puis sur ses propres créations. Avec Carl Koch, elle imagine une technique de création de film d'animation à partir de silhouettes de papier délicatement découpées. En 1921, elle épouse Carl Koch. Ils resteront ensemble jusqu'à la mort de ce dernier, en 1963. Dans les années 1920 et 1930, elle réalise une série de courts métrages à partir de contes de fées, et de légendes. De 1923 à 1926 elle réalise Les Aventures du prince Ahmed, son premier long-métrage. 
Louis Jouvet fait projeter ce film d'animation à la Comédie des Champs-Élysées. Il y est particulièrement bien accueilli :« Le fantastique et l’irréel étaient créés par l’imagination de l’auteur et sa surprenante capacité de transposition picturale d’effets parfois saisissants. […] On alla jusqu’à dire qu’il s’agissait là de réels chefs-d’œuvre d’art et de technique. On pouvait, en tout cas, admirer sans réserve les conceptions artistiques de Lotte Reiniger […] Le film était d’une haute tenue artistique et tenait le spectateur sous le charme constant d’effets curieux . » Le couple gagne l'amitié du cinéaste Jean Renoir, rencontré à la première parisienne du film. 
Après l'arrivée d'Hitler au pouvoir en 1933, le couple tente de s'installer en Angleterre. Mais ne disposant pas de visa permanent pour ce pays, ils sont amenés à partager leur temps entre Londres, Paris, Rome et Berlin. Elle dirige la séquence d'ombres chinoises du film La Marseillaise, en 1937. Le déclenchement de la Seconde Guerre mondiale limite ensuite leurs possibilités de déplacement. En 1943, avec son mari, elle se réfugie en Italie chez Luchino Visconti. En 1944, inquiète pour sa mère, elle revient à Berlin. Après la guerre, son mari et elle adoptent la nationalité britannique. Elle travaille notamment pour la BBC. Elle se remet à faire ce qui avait fait sa réputation : des courts-métrages inspirés de contes, auxquels elle ajoute comme supports sonores des œuvres classiques, souvent des pièces de Mozart qu’elle affectionne plus particulièrement. En 1956, elle réalise son premier film en couleur, Jack and the Beanstalk.
Après la mort de Carl Koch en 1963, elle arrête le cinéma pendant une dizaine d'années, pour se consacrer au théâtre d'ombres et à l'illustration. À la fin de sa vie, elle enseigne l'animation en Europe et aux États-Unis.

## Les Aventures du prince Ahmed

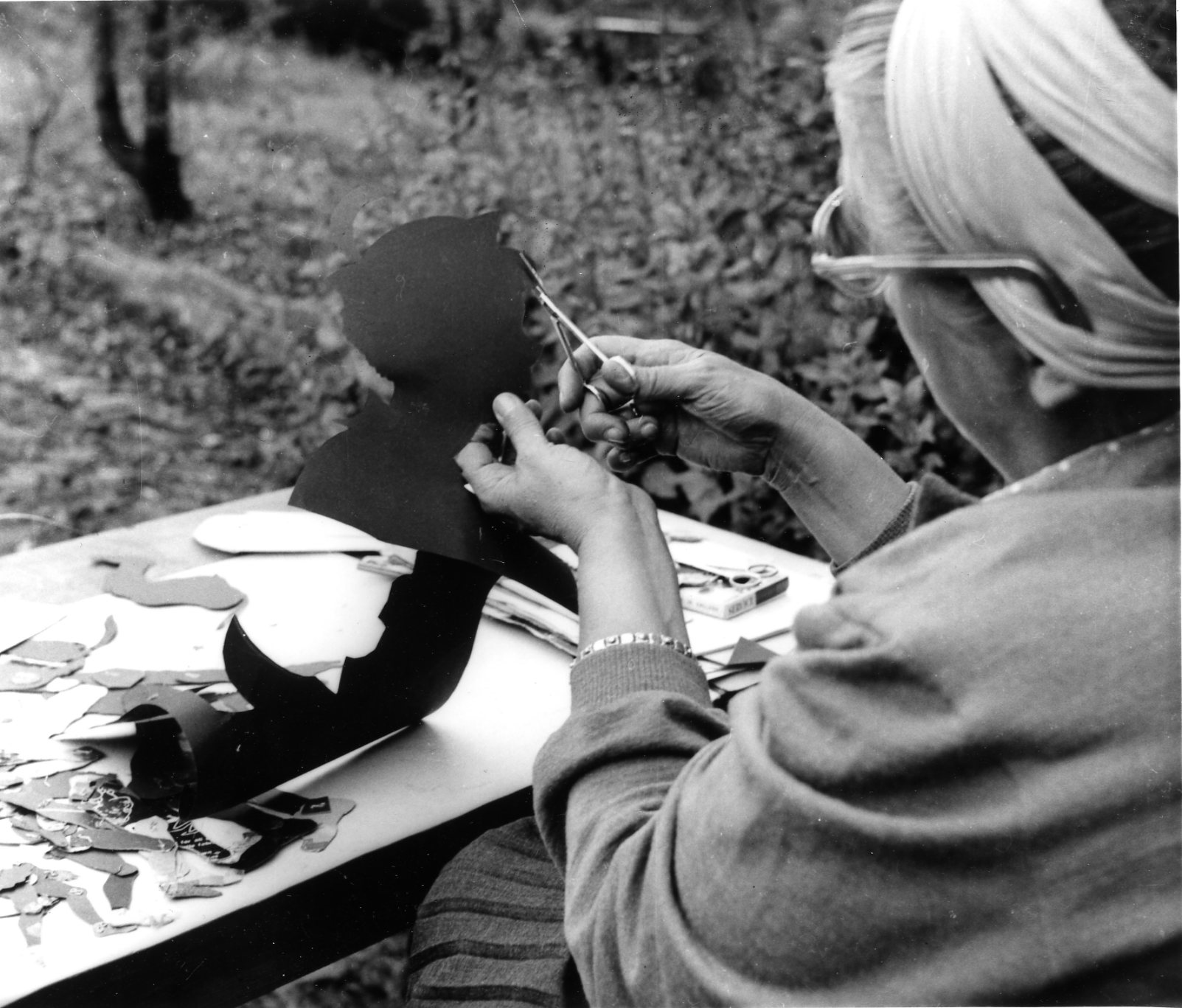
Lotte Reiniger à Londres.

En 1926, Lotte Reiniger signe avec Les Aventures du prince Ahmed l'un des tout premiers longs métrages d’animation de l’histoire du cinéma. Ce film, entièrement conçu de silhouettes de papier découpé, est un véritable chef-d’œuvre d’enchantement. Inspirées des contes des Mille et une nuits, en particulier Le Cheval enchanté et Aladin ou la Lampe merveilleuse, les Aventures du Prince Ahmed nous transportent dans un univers magique peuplé de princesses en fuite, d’amours impossibles, de luttes entre les forces du bien et du mal,.
Le film comporte entre 250 000 et 300 000 images ; à 24 images par seconde, soit 65 minutes de film. Trois années furent nécessaires, de 1923 à 1926, à Lotte Reiniger pour réaliser un pareil exploit de finesse et de souplesse dans le mouvement. Elle prépare pour cela 96 000 cadres. À Lotte s’ajoutaient Carl Koch à la prise de vue, Berthold Bartosch aux effets spéciaux et Walter Ruttmann pour les arrière-fonds qui étaient manipulés séparément des personnages.

« Nous utilisions deux négatifs et personne ne peut imaginer la tension dans laquelle nous attendions le résultat du développement »

— Explique-t-elle.
Le film est en noir et blanc, mais il a été teint en trempant le positif dans un bain de couleur. Cette technique de coloration, comme tous les moyens cinématographiques de cette époque, était assez rudimentaire :

« Voici une table avec une ouverture au centre qui est couverte par une vitre. Je prends un papier transparent sur lequel sont déposées les poupées qui doivent être très à plat. La caméra filme verticalement. Préalablement nous faisons des essais d’éclairage. Cela est très simple. Les moyens étaient assez rudimentaires et plutôt imaginatifs. »

Cette technique est perfectionnée par William Garity, il dépose le brevet d'une caméra multiplane en s'inspirant de cette invention, puis il l'utilise dans le studio Walt Disney Pictures,.

## Postérité
En 2007, Les Aventures du prince Ahmed restauré ressort sur les écrans. Puis il est commercialisé en DVD en 2008 par les éditions Carlotta, accompagné de cinq courts métrages.
Le format d'animation vectorielle Lottie est une référence et un hommage à cette animatrice.

## Filmographie

### comme réalisatrice
- 1919 : Das Ornament des verliebten Herzens
- 1921 : Der Stern von Bethlehem
- 1922 : Sleeping Beauty
- 1922 : Das Geheimnis der Marquisin
- 1922 : Der Fliegende Koffer
- 1922 : Aschenputtel
- 1926 : Les Aventures du prince Ahmed (Die Abenteuer des Prinzen Achmed)
- 1927 : The Chinese Nightingale
- 1928 : Der Scheintote Chinese
- 1928 : Dr. Dolittle und seine Tiere
- 1930 : Zehn Minuten Mozart
- 1930 : Die Jagd nach dem Glück
- 1931 : Harlekin
- 1932 : Sissi
- 1933 : Carmen
- 1934 : Das Gestohlene Herz
- 1935 : Papageno
- 1935 : Kalif Storch
- 1935 : Galathea: Das lebende Marmorbild
- 1936 : Puss in Boots
- 1936 : Silhouetten
- 1938 : The Tocher
- 1944 : Die Goldene Gans
- 1951 : Mary's Birthday
- 1953 : The Magic Horse
- 1954 : Thumbelina
- 1954 : The Three Wishes
- 1954 : Snow White and Rose Red
- 1954 : The Sleeping Beauty
- 1954 : Puss in Boots
- 1954 : The Little Chimney Sweep
- 1954 : The Grasshopper and the Ant
- 1954 : The Gallant Little Tailor
- 1954 : The Frog Prince
- 1954 : Caliph Storch
- 1954 : Aladdin and the Magic Lamp
- 1955 : Jack and the Beanstalk
- 1955 : Hansel and Gretel
- 1975 : Aucassin and Nicolette
- 1979 : The Rose and the Ring

### comme scénariste
- 1926 : Les Aventures du prince Ahmed
- 1930 : Die Jagd nach dem Glück de Rochus Gliese
- 1942 : La Dame de l'Ouest (Una Signora dell'ovest)
- 1954 : Thumbelina
- 1954 : The Three Wishes
- 1954 : The Grasshopper and the Ant
- 1954 : The Gallant Little Tailor